# André Van Nieuwkerke
André Van Nieuwkerke (Brugge, 6 maart 1953) is een voormalig Belgisch politicus voor de sp.a.

## Biografie
Van Nieuwkerke behaalde in 1976 een graduaat als maatschappelijk assistent aan het Hoger Instituut voor Sociaal en Cultureel Werk van de Arbeidershogeschool in Brussel en werkte van 1977 tot 1985 als maatschappelijk werker in een PMS-centrum. In januari 1986 zette hij voltijds de stap naar de politiek en werd hij federaal secretaris van de SP-federatie van het arrondissement Brugge, wat hij bleef tot in mei 1995.
Hij begon zijn politieke carrière in januari 1983 als gemeenteraadslid van Brugge voor de SP, zoals sp.a voor 2001 heette. In 1988 verliet hij de gemeenteraad om OCMW-raadslid te worden. Hij bleef dit tot in 1994. In 1995 werd Van Nieuwkerke terug gemeenteraadslid en dit tot in 2005. Van 2013 tot 2018 was hij een derde maal gemeenteraadslid. Van 2007 tot 2019 was hij tevens voorzitter van de sp.a-afdeling in Brugge.
Bij de eerste rechtstreekse verkiezingen voor het Vlaams Parlement van 21 mei 1995 werd hij verkozen in de kieskring Brugge. Ook na de volgende Vlaamse verkiezingen van 13 juni 1999 en van 13 juni 2004 bleef hij Vlaams volksvertegenwoordiger tot juni 2009. Van Nieuwkerke was van 1995 tot 1999 vast lid en van 1999 tot 2004 ondervoorzitter van de commissie Onderwijs, Vorming en Wetenschapsbeleid en daarna van 2004 tot 2006 vast lid van de commissie Economie, Werk en Sociale Economie en van 2004 tot 2009 vast lid van de commissie Leefmilieu en Natuur, Landbouw, Visserij en Plattelandsbeleid en Ruimtelijke Ordening en Onroerend Erfgoed.
Tussen juli 2004 en juni 2009 werd hij door het Vlaams Parlement aangewezen als gemeenschapssenator. In de Senaat zetelde hij in de commissie Financiën en Economische Aangelegenheden en was hij ook tweemaal quaestor: van 2004 tot 2007 en opnieuw van januari tot juni 2009.
Ook werd Van Nieuwkerke lid van verschillende organisaties. Zo werd hij in 1984 lid van de algemene vergadering van CEVO-West-Vlaanderen en in 2004 ondervoorzitter van de beheerraad van Bond Moyson-West-Vlaanderen. Sinds 2013 is hij voorzitter van de West-Vlaamse afdeling van het LevensEinde InformatieForum (LEIF), een vereniging die zich inzet voor informatieverspreiding over euthanasie en een waardig levenseinde.
Sinds 2007 is hij officier in de Leopoldsorde. In 2018 werd hij eregemeenteraadslid van Brugge.